# Woldstedtius garitai
Woldstedtius garitai là một loài tò vò trong họ Ichneumonidae.